# دایسوکه ماتسوشیتا
دایسوکه ماتسوشیتا (انگلیسی: Daisuke Matsushita؛ زادهٔ ۳۱ اکتبر ۱۹۸۱) بازیکن فوتبال اهل ژاپن است.
از باشگاه‌هایی که در آن بازی کرده‌است می‌توان به باشگاه فوتبال جوبیلو ایواتا، و باشگاه فوتبال جوبیلو ایواتا، اشاره کرد.